# Goniothalamus majestatis
Goniothalamus majestatis är en kirimojaväxtart som beskrevs av Keßler. Goniothalamus majestatis ingår i släktet Goniothalamus och familjen kirimojaväxter. IUCN kategoriserar arten globalt som sårbar. Inga underarter finns listade i Catalogue of Life.